# پیتر جانستون (تنیس‌باز)
 پیتر جانستون (انگلیسی: Peter Johnston؛ زاده ۱ ژوئن ۱۹۶۰) یک تنیس‌باز اهل استرالیا است.

## سوابق حرفه ای
جانسون ابتدا در دانشگاه ایالتی اوکلاهما بازی می‌کرد.